# ملعب كالينينغراد
ملعب كالينينغراد  (بالروسية:  Стадион Калининград ) والذي يعرف باسم أرينا بالتيكا (بالروسية:  Арена Балтика ) وملعب كونيغسبريغ (بالروسية:  Стадион Кёнигсберг ) هو ملعب كرة قدم يقع بمدينة كالينينغراد في روسيا، وهو الملعب الرئيسي لنادي بالتيكا كالينينغراد. ويصل طاقة الملعب الاستيعابية إلى 45,015 ألف متفرج.
سيستضيف الملعب منافسات منها كأس العالم لكرة القدم 2018.